# Немејски лав
Немејски лав је у грчкој митологији било створење, које је живело у Немеји и терорисао околна подручја. Обично се сматрао потомком Тифона и Ехидне, а некад су се његовим родитељима сматрали Зевс и Селена. Убио га је Херакле.

## Митологија
Хераклов први од дванаест задатака је био да убије немејског лава, и као доказ донесе његову кожу краљу Еуристеју. Кожа тог лава била је златна и тако дебела да је ниједно оружје направљено од човека или бога није могло пробити, а могла га је убити само људска рука. Херакло је покушао луком и стрелом, али се стрела само одбила од крзна, а потом тољагом и бронзаним мачем, али није успио. Херакле је потом одбацио све своје оружје и рвао се с лавом на тлу. На крају га је задавио и угушио га.
Након његове смрти, Херакле му је сатима покушавао одерати кожу ножем. Био је бесан јер је мислио да неће успети испунити свој задатак. Међутим, Атина је, када је видела да Херакле можда неће успети, дошла прерушена у старицу и помогла му да схвати да најбоље оруђе којим би могао раздерати лављу кожу јесу лавље канџе.
Испунио је свој задатак и носио је непробојну кожу као свој оклоп. Краљ Еуристеј видевши га тако прекривеног, од страха се сакрио у велику бронзану посуду. После тога све је нове задатке Хераклу задавао гласник Копреј.